# Carceliocephala crypta
Carceliocephala crypta är en tvåvingeart som beskrevs av Townsend 1934. Carceliocephala crypta ingår i släktet Carceliocephala och familjen parasitflugor. Inga underarter finns listade.